# Bleed Like Me (canción)
«Bleed Like Me» es la canción central del cuarto álbum de estudio de Garbage, Bleed Like Me. No existe un sencillo comercial de esta canción, solamente hubo ediciones promocionales y un videoclip. Oficialmente, el martes 3 de mayo de 2005 las radios de rock alternativo de Estados Unidos comenzaron a radiar la canción. Debutó en el puesto #39 y al poco tiempo pasó al puesto #27, que fue el mayor que logró. Semanas después de salir de esta lista aparecieron remixes oficiales hechos por el DJ Eric Kupper, que entraron en la lista Billboard Hot Dance/Club Play y se instalaron en el número 6 el 18 de septiembre de 2005, manteniéndose dentro de los más bailados hasta noviembre. Es la primera vez desde "Special" que Garbage entra en esta lista.
Los remixes creados para la ocasión fueron "Bleed Like Me (Radio edit)", "Bleed Like Me (Eric Kupper’s Klub Extravaganza mix)", "Bleed Like Me (Eric Kupper’s Klub Extravaganza Dubstrumental)" y "Bleed Like Me (Eric Kupper’s Klub Extravaganza radio edit)". No existen otras caras B más que los remixes debido a que no existió un lanzamiento comercial.

## Posicionamiento
| Año  | Sencillo                            | Listas                   | Posición |
| ---- | ----------------------------------- | ------------------------ | -------- |
| 2005 | «Bleed Like Me»                     | U.S. Modern Rock Tracks  | #27      |
| 2005 | «Bleed Like Me» (E. Kupper remixes) | U.S. Hot Dance/Club Play | #6       |